# Edwin H. Kiefer
Pour l’article homonyme, voir Kiefer.
Edwin H. Kiefer, né le 28 août 1860 à Port Huron et mort en 24 avril 1931 à Détroit, est un peintre paysagiste et portraitiste américain.

## Biographie
Edwin Herman Kiefer naît le 28 août 1860 à Port Huron situé dans l’État américain du Michigan du mariage d'Herman Kiefer (1825-1911) et de Francesca Kehle (1826-1909), ses parents viennent d'Allemagne. Il a trois frères et une sœur. Il épouse Marie A. Kiefer (1874-1944). 
Il s'installe à Détroit et aussi à Paris. Il étudie à la Berlin School of Design et de 1895 à 1896, il est l'élève de Jean-Paul Laurens et Benjamin-Constant à l'Académie Julian de Paris.
En 1897 et 1898, il expose avec au Salon de Paris et au Art Institute of Chicago et en 1913 au Detroit Institute of Arts.
Il fait partie de l'école des peintres d'Étaples, il peint Le vieux pont de la Canche.
Il meurt le 24 avril 1931 à Détroit dans l’État américain du Michigan, il est inhumé, avec son épouse, au Cimetière de Woodmere (en) de Détroit.

## Œuvres
- Portrait d'une femme assise avec ombrelle[4]

## Œuvres dans les collections publiques
- Étaples, musée Quentovic : Le vieux pont de la Canche, huile sur toile[5]